# Hvidbjerg Sogn (Struer Kommune)
 For alternative betydninger, se Hvidbjerg Sogn. (Se også artikler, som begynder med Hvidbjerg Sogn)
Hvidbjerg Sogn er et sogn i Struer Provsti (Viborg Stift).
I 1800-tallet var Lyngs Sogn anneks til Hvidbjerg Sogn. Begge sogne hørte til Refs Herred i Thisted Amt. Hvidbjerg-Lyngs sognekommune blev ved kommunalreformen i 1970 indlemmet i Thyholm Kommune, som ved strukturreformen i 2007 indgik i Struer Kommune.
I Hvidbjerg Sogn ligger Hvidbjerg Kirke.
I sognet findes følgende autoriserede stednavne:
- Barslev (bebyggelse, ejerlav)
- Bjørndal (bebyggelse)
- Egebjerg (bebyggelse, ejerlav)
- Flovlev (bebyggelse, ejerlav)
- Fuglholm (areal)
- Grøndal (bebyggelse)
- Grønholme (bebyggelse)
- Helligkilde (bebyggelse, ejerlav)
- Hvidbjerg (bebyggelse, ejerlav)
- Kallerup (bebyggelse, ejerlav)
- Katholm Odde (areal)
- Lysterkær (bebyggelse)
- Munkholm Odde (areal)
- Nørre Hvidbjerg (bebyggelse)
- Semb (bebyggelse, ejerlav)
- Smerup (bebyggelse, ejerlav)
- Styvel (bebyggelse, ejerlav)
- Styvel Gårde (bebyggelse)